# Łosiniec (powiat tomaszowski)
Łosiniec – wieś w Polsce położona w województwie lubelskim, w powiecie tomaszowskim, w gminie Susiec.
W latach 1954–1961 wieś należała i była siedzibą władz gromady Łosiniec, po jej zniesieniu w gromadzie Susiec. W latach 1975–1998 miejscowość należała administracyjnie do województwa zamojskiego.
Na terenie wsi utworzono dwa sołectwa: Łosiniec I i Łosiniec II. Według Narodowego Spisu Powszechnego z roku 2011 wieś liczyła 576 mieszkańców.

## Części wsi
| SIMC    | Nazwa           | Rodzaj    |
| ------- | --------------- | --------- |
| 0900130 | Dmitroce        | część wsi |
| 0900146 | Kniazie         | część wsi |
| 0900175 | Kolonia Pasieki | kolonia   |
| 0900152 | Kolonia Popówka | część wsi |
| 0900169 | Smereczyna      | część wsi |

## Historia
Wieś powstała w I poł. XVI wieku. W 1589 kupił ją i włączył do Ordynacji Zamojskiej Jan Zamoyski. 
Pierwsza cerkiew powstała w Łosińcu prawdopodobnie pod koniec XVI w. Obecna pod wezwaniem św. Michała Archanioła powstała na miejscu poprzedniej z fundacji Ordynacji Zamojskiej w roku 1797 (według innych źródeł w 1732 a w 1797 przebudowana). Pierwotnie greckokatolicka, w 1875, wskutek likwidacji unickiej diecezji chełmskiej, zamieniona na prawosławną. W 1919 przejęta przez katolików obrządku łacińskiego. Od tej pory służy jako kościół parafialny pod wezwaniem Opieki św. Józefa Oblubieńca Najświętszej Maryi Panny.

## Cmentarz wojenny
Cmentarz wojskowy w Łosińcu z 1939 r. ma kształt prostokąta o pow. 0,09 ha, ogrodzony metalową siatką przy metalowych słupach. Są tu pochowani żołnierze Wojska Polskiego polegli w dniach 18-20 września 1939 roku w walkach z Niemcami.
Według zapisów parafialnych na cmentarzu znajdują się groby 210 żołnierzy Grupy Fortecznej Katowice, wchodzącej w skład Armii Kraków. Najstarsi mieszkańcy, którzy chowali ich w zbiorowych mogiłach twierdzą, że było ich ok. 300.
Trzech poległych to żołnierze 1 Pułku Piechoty KOP. 
20 września 2017 r. na Cmentarzu Wojennym w Łosińcu odbyła się uroczystość, podczas której odsłonięto tablice na głazie o treści: „Żołnierzom I Pułku Piechoty Korpusu Ochrony Pogranicza pod dowództwem ppłk. Wojciecha Stanisława Wójcika, którzy 20 września 1939r. w krwawej Bitwie pod Łosińcem walczyli z niemieckim najeźdźcą w obronie Ojczyzny i niepodległość Polski. Cześć ich pamięci. Chwała bohaterom”. 

## Szkoła Podstawowa im. Żołnierzy Armii "Kraków" w Łosińcu
Od 1916 roku w Łosińcu działa Szkoła Podstawowa. W dniu 16 maja 2014 r. uczniowie, nauczyciele, rodzice większością głosów, wybrali na patrona szkoły Żołnierzy Armii Kraków.

## Zabytki
- dawna cerkiew św. Michała Archanioła, od 1919 kościół parafialny Opieki św. Józefa Oblubieńca Najświętszej Maryi Panny, drewniana, orientowana, bezkopułowa,
- cmentarz prawosławny[15]

## Kościoły i Związki Wyznaniowe
- rzymskokatolicka parafia Opieki św. Józefa i św. Michała Archanioła należąca do dekanatu Tomaszów–Południe[16]
- prawosławna kaplica filialna Częstochowskiej Ikony Matki Bożej na cmentarzu prawosławnym, należąca do parafii w Tomaszowie Lubelskim[17]
- zbór Świeckiego Ruchu Misyjnego „Epifania”

## Osoby związane z miejscowością
- Aleksander Grad – polski polityk i inżynier geodeta, od 2001 poseł na Sejm IV, V i VI kadencji; działacz Platformy Obywatelskiej. Od 2007 minister skarbu państwa w rządzie Donalda Tuska.